# Гольдшмидт, Жорж-Артур
Жорж-Артур Гольдшмидт (фр. Georges-Arthur Goldschmidt; род. 2 мая 1928, Райнбек) — французский писатель, переводчик и литературный критик.

## Биография
Жорж-Артур Гольдшмидт родился 2 мая 1928 года в Райнбеке в еврейской семье судей, обращенных в протестантизм. Его отец работал в Апелляционном суде Гамбурга до 1933 года, а затем был депортирован в Терезиенштадт, где служил протестантским пастором.
Жорж-Артур бежал из Германии в 1938 году и вместе со своим братом нашёл убежище в Италии. Затем он перебрался во Францию, где учился в школе-интернате в Межеве. В 1943—1944 годах он прятался в Верхней Савойе у фермеров Франсуа и Ольги Аллард, которые 6 августа 2012 года были удостоены звания Праведников народов мира.
Гольдшмидт получил французское гражданство в 1949 году. До 1992 года он, профессор, преподавал в лицее Поля Элюара.
В качестве писателя и эссеиста Гольдшмидт писал на французском языке, но не отказывался от немецкого. Он переводил произведения Вальтера Беньямина, Фридриха Ницше, Франца Кафки и Петера Хандке.
Отец французского режиссера Дидье Гольдшмидта.